# Бабинська сільська рада (Кельменецький район)
Ба́бинська сільська́ ра́да — адміністративно-територіальна одиниця та орган місцевого самоврядування в Кельменецькому районі Чернівецької області. Адміністративний центр — село Бабин.

## Загальні відомості
- Населення ради: 2 143 особи (станом на 2001 рік)

## Населені пункти
Сільській раді були підпорядковані населені пункти:
- с. Бабин

## Склад ради
Рада складалася з 16 депутатів та голови.
- Голова ради: Григорошенко Віктор Васильович
- Секретар ради: Накай Юлія Вікторівна

### Керівний склад попередніх скликань
| Прізвище, ім'я, по батькові    | Основні відомості                                                 | Дата обрання | Дата звільнення |
| ------------------------------ | ----------------------------------------------------------------- | ------------ | --------------- |
| Захлівняк Олександр Петрович   | Сільський голова, 1948 року народження, безпартійний              | 26.03.2006   | 01.10.2008      |
| Бодянчук Анатолій Іванович     | Сільський голова, 1950 року народження, член Народної партії      | 15.03.2009   | 31.10.2010      |
| Григорошенко Віктор Васильович | Сільський голова, 1961 року народження, освіта вища, безпартійний | 31.10.2010   |                 |

Примітка: таблиця складена за даними сайту Верховної Ради України

### Депутати
За результатами місцевих виборів 2010 року депутатами ради стали:

#### За суб'єктами висування
| Суб'єкт висування                                       | Кількість обраних депутатів | %    |
| ------------------------------------------------------- | --------------------------- | ---- |
| Політична партія Всеукраїнське об'єднання «Батьківщина» | 9                           | 56,3 |
| Партія регіонів                                         | 3                           | 18,8 |
| Самовисування                                           | 2                           | 12,5 |
| Народна партія                                          | 1                           | 6,3  |
| Політична партія «Фронт Змін»                           | 1                           | 6,3  |

## Населення
Згідно з переписом УРСР 1989 року чисельність наявного населення села становила 2198 осіб, з яких 953 чоловіки та 1245 жінок.
За переписом населення України 2001 року в селі мешкали 2133 особи.

### Мова
Розподіл населення за рідною мовою за даними перепису 2001 року:
| Мова       | Відсоток |
| ---------- | -------- |
| українська | 98,79 %  |
| російська  | 0,93 %   |
| молдовська | 0,19 %   |
| білоруська | 0,05 %   |
| вірменська | 0,05 %   |